# Basketball Champions League Américas 2019–20
A Champions League Américas 2019–20 foi a primeira edição da Basketball Champions League Américas, competição que substituiu a FIBA Liga das Américas.

## Fórmula de disputa
As 12 equipes participantes foram divididas em quatro grupos com três integrantes cada, onde jogarão em turno e returno. Os dois primeiros colocados de cada chave avançam às quartas de final, disputadas em uma série melhor de três jogos, assim como a semifinal e a decisão.
Devido à pandemia de COVID-19, o campeonato foi paralisado em março de 2020 e retomado apenas em outubro. Quando retornou, o regulamento teve alteração. A final, prevista para ser disputada em melhor de três jogos, foi realizada em jogo único, em Montevidéu.

## Transmissões
As transmissões são feitas pelo serviço de streaming DAZN (Brasil), pelo DirecTV (Argentina, Uruguai, Chile, Colômbia, Equador, Paraguai, Bolívia e Peru) e no YouTube (Demais países).

## Equipes participantes
| País                         | Equipes                       | Forma de classificação                           |
| ---------------------------- | ----------------------------- | ------------------------------------------------ |
| Argentina (3 vagas)          | San Lorenzo                   | Campeão da Liga Nacional de Básquet 2018-19      |
| Argentina (3 vagas)          | Instituto de Córdoba          | Vice-campeão da Liga Nacional de Básquet 2018-19 |
| Argentina (3 vagas)          | Quimsa                        | Campeão do Torneo Súper 20 2018                  |
| Brasil (3 vagas)             | Flamengo                      | Campeão da Copa Super 8 2018 e do NBB 2018-19    |
| Brasil (3 vagas)             | Franca                        | Vice-campeão do NBB 2018-19                      |
| Brasil (3 vagas)             | Mogi das Cruzes               | 3º colocado no NBB 2018-19                       |
| México (2 vagas)             | Fuerza Regia                  | Campeão da LNBP 2018-19                          |
| México (2 vagas)             | Capitanes da Cidade do México | Vice-campeão da LNBP 2018-19                     |
| Chile (1 vaga)               | Deportivo Valdivia            | Campeão da Liga Nacional de Básquetbol 2018-19   |
| Uruguai (1 vaga + 1 convite) | Aguada                        | Campeão da LUB 2018-19                           |
| Uruguai (1 vaga + 1 convite) | Biguá                         | Convidado pela organização                       |
| Nicarágua (1 convite)        | Real Estelí                   | Convidado pela organização                       |

## Fase de grupos

### Grupo A
| Pos. | Equipe          | Pts | P | V | D | PF  | PC  | Dif |
| ---- | --------------- | --- | - | - | - | --- | --- | --- |
| 1.   | San Lorenzo     | 8   | 4 | 4 | 0 | 390 | 335 | 55  |
| 2.   | Mogi das Cruzes | 6   | 4 | 2 | 2 | 339 | 355 | -16 |
| 3.   | Biguá           | 4   | 4 | 0 | 4 | 345 | 384 | -39 |

|  | Classificados às quartas de final. |

| 28 de outubro | Relatório | Mogi das Cruzes | 78–82 | San Lorenzo |  | Ginásio Professor Hugo Ramos, Mogi das Cruzes |  |

| 31 de outubro | Relatório | Biguá | 91–97 | San Lorenzo |  | Estádio Biguá, Montevideo |  |

| 25 de novembro | Relatório | Biguá | 90–92 | Mogi das Cruzes |  | Estádio Biguá, Montevideo |  |

| 27 de novembro | Relatório | San Lorenzo | 107–78 | Mogi das Cruzes |  | Poliesportivo Roberto Pando, Buenos Aires |  |

| 16 de dezembro | Relatório | Mogi das Cruzes | 91–76 | Biguá |  | Ginásio Professor Hugo Ramos, Mogi das Cruzes |  |

| 19 de dezembro | Relatório | San Lorenzo | 104–88 | Biguá |  | Poliesportivo Roberto Pando, Buenos Aires |  |

### Grupo B
| Pos. | Equipe | Pts | P | V | D | PF  | PC  | Dif |
| ---- | ------ | --- | - | - | - | --- | --- | --- |
| 1.   | Quimsa | 7   | 4 | 3 | 1 | 367 | 330 | 37  |
| 2.   | Franca | 6   | 4 | 2 | 2 | 349 | 324 | 25  |
| 3.   | Aguada | 5   | 4 | 1 | 3 | 308 | 370 | -62 |

|  | Classificados às quartas de final. |

| 29 de outubro | Relatório | Quimsa | 87–61 | Aguada |  | Estádio Ciudad, Santiago del Estero |  |

| 1 de novembro | Relatório | Franca | 95–94 | Aguada |  | Ginásio Pedrocão, Franca |  |

| 26 de novembro | Relatório | Franca | 74–82 | Quimsa |  | Ginásio Pedrocão, Franca |  |

| 29 de novembro | Relatório | Aguada | 103–100 | Quimsa |  | Antel Arena, Montevideo |  |

| 17 de dezembro | Relatório | Quimsa | 98–92 | Franca |  | Estádio Ciudad, Santiago del Estero |  |

| 20 de dezembro | Relatório | Aguada | 50–88 | Franca |  | Antel Arena, Montevideo |  |

### Grupo C
| Pos. | Equipe        | Pts | P | V | D | PF  | PC  | Dif |
| ---- | ------------- | --- | - | - | - | --- | --- | --- |
| 1.   | Flamengo      | 8   | 4 | 4 | 0 | 338 | 301 | 37  |
| 2.   | Instituto     | 6   | 4 | 2 | 2 | 325 | 308 | 17  |
| 3.   | Dep. Valdivia | 4   | 4 | 0 | 4 | 294 | 348 | -54 |

|  | Classificados às quartas de final. |

| 1 de novembro | Relatório | Instituto | 75–83 | Flamengo |  | Estádio Ángel Sandrín, Córdoba |  |

| 26 de novembro | Relatório | Instituto | 92–67 | Dep. Valdivia |  | Estádio Ángel Sandrín, Córdoba |  |

| 29 de novembro | Relatório | Flamengo | 82–71 | Dep. Valdivia |  | Arena Carioca 1, Rio de Janeiro |  |

| 13 de dezembro | Relatório | Dep. Valdivia | 79–92 | Flamengo |  | Coliseu Antonio Azurmendi Riveros, Valdivia |  |

| 17 de dezembro | Relatório | Dep. Valdivia | 77–82 | Instituto |  | Coliseu Antonio Azurmendi Riveros, Valdivia |  |

| 20 de dezembro | Relatório | Flamengo | 81–76 | Instituto |  | Arena Carioca 1, Rio de Janeiro |  |

### Grupo D
| Pos. | Equipe       | Pts | P | V | D | PF  | PC  | Dif |
| ---- | ------------ | --- | - | - | - | --- | --- | --- |
| 1.   | Real Estelí  | 8   | 4 | 4 | 0 | 381 | 331 | 50  |
| 2.   | Fuerza Regia | 5   | 4 | 1 | 3 | 327 | 348 | -21 |
| 3.   | Capitanes    | 5   | 4 | 1 | 3 | 335 | 364 | -29 |

Desempate: Fuerza Regia (Pts: 5; Diferença no confronto direto: +9); Capitanes (Pts: 5; Diferença no confronto direto: -9)
|  | Classificados às quartas de final. |

| 28 de outubro | Relatório | Capitanes | 89–95 | Real Estelí |  | Estádio Rodrigo M. Quevedo, Chihuahua |  |

| 31 de outubro | Relatório | Capitanes | 97–93 | Fuerza Regia |  | Estádio Rodrigo M. Quevedo, Chihuahua |  |

| 25 de novembro | Relatório | Real Estelí | 90–65 | Fuerza Regia |  | Polidesportivo Alexis Argüello, Manágua |  |

| 28 de novembro | Relatório | Real Estelí | 99–85 | Capitanes |  | Polidesportivo Alexis Argüello, Manágua |  |

| 16 de dezembro | Relatório | Fuerza Regia | 92–97 | Real Estelí |  | Ginásio Nuevo León, Monterrey |  |

| 19 de dezembro | Relatório | Fuerza Regia | 77–64 | Capitanes |  | Ginásio Nuevo León, Monterrey |  |

## Playoffs
Negrito – Vencedor das séries
Itálico – Time com vantagem de mando de quadra
|  | Quartas de final     | Quartas de final |                  |   | Semifinais | Semifinais |  |  | Final | Final |
|  |                      |                  |                  |   |            |            |  |  |       |       |
|  |                      |                  |                  |   |            |            |  |  |       |       |
|  |                      |                  |                  |   |            |            |  |  |       |       |
|  | 1ºA) San Lorenzo     | 2                |                  |   |            |            |  |  |       |       |
|  | 1ºA) San Lorenzo     | 2                |                  |   |            |            |  |  |       |       |
|  | 2ºB) Franca          | 1                |                  |   |            |            |  |  |       |       |
|  | 2ºB) Franca          | 1                | 1ºA) San Lorenzo | 1 |            |            |  |  |       |       |
|  |                      |                  | 1ºA) San Lorenzo | 1 |            |            |  |  |       |       |
|  |                      | 1ºB) Quimsa      | 2                |   |            |            |  |  |       |       |
|  | 1ºB) Quimsa          | 1ºB) Quimsa      | 2                | 2 |            |            |  |  |       |       |
|  | 1ºB) Quimsa          |                  |                  | 2 |            |            |  |  |       |       |
|  | 2ºA) Mogi das Cruzes | 0                |                  |   |            |            |  |  |       |       |
|  | 2ºA) Mogi das Cruzes | 0                | 1ºB) Quimsa      | 1 |            |            |  |  |       |       |
|  |                      |                  | 1ºB) Quimsa      | 1 |            |            |  |  |       |       |
|  |                      | 1ºC) Flamengo    | 0                |   |            |            |  |  |       |       |
|  | 1ºC) Flamengo        | 1ºC) Flamengo    | 0                | 2 |            |            |  |  |       |       |
|  | 1ºC) Flamengo        |                  |                  | 2 |            |            |  |  |       |       |
|  | 2ºD) Fuerza Regia    | 0                |                  |   |            |            |  |  |       |       |
|  | 2ºD) Fuerza Regia    | 0                | 1ºC) Flamengo    | 2 |            |            |  |  |       |       |
|  |                      |                  | 1ºC) Flamengo    | 2 |            |            |  |  |       |       |
|  |                      | 2ºC) Instituto   | 0                |   |            |            |  |  |       |       |
|  | 1ºD) Real Estelí     | 2ºC) Instituto   | 0                | 1 |            |            |  |  |       |       |
|  | 1ºD) Real Estelí     |                  |                  | 1 |            |            |  |  |       |       |
|  | 2ºC) Instituto       | 2                |                  |   |            |            |  |  |       |       |
|  | 2ºC) Instituto       | 2                |                  |   |            |            |  |  |       |       |

### Quartas de final
San Lorenzo x Franca
| 14 de janeiro de 2020 | Relatório | Franca | 75–59 | San Lorenzo |  | Ginásio Pedrocão, Franca |  |

| 18 de janeiro de 2020 | Relatório | San Lorenzo | 91–76 | Franca |  | Poliesportivo Roberto Pando, Buenos Aires |  |

| 20 de janeiro de 2020 | Relatório | San Lorenzo | 75–73 | Franca |  | Poliesportivo Roberto Pando, Buenos Aires |  |

Quimsa x Mogi das Cruzes
| 15 de janeiro de 2020 | Relatório | Mogi das Cruzes | 84–90 | Quimsa |  | Ginásio Professor Hugo Ramos, Mogi das Cruzes |  |

| 19 de janeiro de 2020 | Relatório | Quimsa | 96–83 | Mogi das Cruzes |  | Estádio Ciudad, Santiago del Estero |  |

Flamengo x Fuerza Regia
| 16 de janeiro de 2020 | Relatório | Fuerza Regia | 67–90 | Flamengo |  | Ginásio Nuevo León, Monterrey |  |

| 19 de janeiro de 2020 | Relatório | Flamengo | 103–76 | Fuerza Regia |  | Ginásio do Tijuca TC, Rio de Janeiro |  |

Real Estelí x Instituto
| 14 de janeiro de 2020 | Relatório | Instituto | 88–80 | Real Estelí |  | Estádio Ángel Sandrín, Córdoba |  |

| 18 de janeiro de 2020 | Relatório | Real Estelí | 87–85 | Instituto |  | Polidesportivo Alexis Argüello, Manágua |  |

| 20 de janeiro de 2020 | Relatório | Real Estelí | 85–90 | Instituto |  | Polidesportivo Alexis Argüello, Manágua |  |

### Semifinal
Quimsa x San Lorenzo
| 9 de março de 2020 | Relatório | San Lorenzo | 84–91 | Quimsa |  | Poliesportivo Roberto Pando, Buenos Aires |  |

| 12 de março de 2020 | Relatório | Quimsa | 87–100 | San Lorenzo |  | Estádio Ciudad, Santiago del Estero |  |

| 27 de outubro de 2020 | Relatório | Quimsa | 110–97 | San Lorenzo |  | Estádio Obras Sanitarias, Buenos Aires |  |

Flamengo x Instituto
| 9 de março de 2020 | Relatório | Instituto | 54–63 | Flamengo |  | Estádio Ángel Sandrín, Córdoba |  |

| 12 de março de 2020 | Relatório | Flamengo | 66–64 | Instituto |  | Ginásio Maracanãzinho, Rio de Janeiro |  |

### Final
| 30 de outubro de 2020 | Relatório | Flamengo | 86–92 | Quimsa |  | Ginásio Antel Arena, Montevideo |  |